# Margueray
Margueray is een gemeente in het Franse departement Manche (regio Normandië) en telt 146 inwoners (2005). De plaats maakt deel uit van het arrondissement Saint-Lô.

## Geografie
De oppervlakte van Margueray bedraagt 4,6 km², de bevolkingsdichtheid is 31,7 inwoners per km².
De onderstaande kaart toont de ligging van Margueray met de belangrijkste infrastructuur en aangrenzende gemeenten.

## Demografie
Onderstaande figuur toont het verloop van het inwonertal (bron: INSEE-tellingen).

1. ↑  Populations de référence 2022.